# 피츠 커피
피츠 커피(Peet's Coffee)는 샌프란시스코 베이 에어리어에 있는 커피콩 로스터이며 또 판매자이다. 1966년 알프레드 피트에 의해서 캘리포니아 버클리에서 피츠 커피, 차, 그리고 향료(Peets Coffee, Tea & Spices)라는 이름으로 시작되었으며 피츠는 짙은 색으로 볶은 아라비카 커피의 (프렌치 로스트와 에스프레소에 적합한 등급) 초창기 도입자로 베이지역과 미국 커피 소매계에 알려져 있다.

## 회사 연혁
알프레드 피트는 네덜란드에서 유년기를 보낼때 커피 장사를 하는 환경에서 자랐다. 그가 35세에 샌프란시스코로 오게되자 그는 1960년대에 커피 볶는 일을 시작했다. 피트는 피츠 커피, 차, 그리고 향료라는 가게를 1966에 캘리포니아 버클리에 열었다. 피트의 원조가게는 지금도 캘리포니아 버클리의 맛집 거리의 월넛과 바인의 구석에 자리하고 있다(2014 바인 스트리트). 그곳은 캘리포니아 버클리 주립대에 가까운 곳이다. 60년대 후반과 70년대를 거쳐서 80년대까지, 피트의 가게 앞에 줄을 서서 일주일 치의 커피콩을 사는 것은 베이지역의 주중행사였다. 그 원조 자리는 지금은 피트의 기념품과 역사적인 커피 장비들을 보여주는 코너를 가지고 있다.
피츠는 훨씬 잘 알려진 고급커피회사 스타벅스 보다 앞섰으며 스타벅스의 비즈니스 모델이 되었다. 시애틀을 기반으로 한 커피체인인 스타벅스의 세명의 창립자들을 피트를 개인적으로 알고 있었다. 그들이 1971년에 가게를 열때, 그들은 피트에서 첫 한해동안 원두를 직접 구매했다.
피트는 자신의 사업을 1979년에 살 보나비타 (Sal Bonavita)에게 매각하고 1984년까지 멘터이자 교사로서 남아있었다. 1984년에 스타벅스의 창업자중의 하나인, 제리 볼드윈 (Jerry Baldwin)이 동업자인 짐 레이놀즈 (Jim Reynolds), 커피콩 로스터, 그리고 일련의 투자자들과 함께 베이 지역의 네개의 피츠 가게를 보나피타로부터 매입했다. 1987년에 볼드윈과 피츠의 다른 소유주들은 스타벅스를 매각하고 피츠에 집중하기로 했으며 스타벅스의 새주인이 된 하워드 슐츠와 5년간 베이지역에서의 비경쟁 협약에 동의하였다.

## 영향
피츠는 피트닉스(Peetniks), 피트의 가방부대 (a portmanteau of Peets), 그리고 비트닉스(beatniks) 라고 불리는 마니아 층이 있다.
피츠는 고급커피를 제공하는 커피콩과 내린커피의 최초의 소매점중하나이며, 원두를 좀더 오래 볶아서 색이 진하고 쓴맛이 더 강하지만 당시 미국에서 마시던 커피에 비해서 신맛은 덜한 커피를 내릴 수 있게 했다. 피츠는 고급커피장사의 선구자로 여겨지고 있다.
피츠에서 1990년대에 일하던 두명의 영국인이 나중에 유니온 원두 로스터 (Union Coffee Roasters) 라는 회사를 영국에 세웠다.